# 30 Deutsche Künstler
Die Ausstellung 30 Deutsche Künstler wurde vom Nationalsozialistischen Deutschen Studentenbund (NSDStB) veranstaltet und fand vom 22. Juli bis September 1933 in der Galerie Ferdinand Möller in Berlin statt. Gezeigt wurden überwiegend Werke von modernen, expressionistischen Künstlern. Die Ausstellung stieß auf schärfste Kritik von Alfred Rosenberg und wurde nach 3 Tagen am 25. Juli von Reichsinnenminister Wilhelm Frick geschlossen und erst wieder eröffnet, nachdem alle Hinweise auf den Nationalsozialistischen Deutschen Studentenbund als Veranstalter entfernt worden waren.

## Geschichte
In der Einleitung zum Katalog schrieb der Maler Otto Andreas Schreiber „Für Gerechtigkeit gegenüber der Leistung! Für die Freiheit der deutschen Kunst!“. Er hatte zusammen mit seinen Kameraden Fritz Hippler und dem Maler Hans Weidemann vom Nationalsozialistischen Deutschen Studentenbund dreißig deutsche Künstler zu einer Ausstellung moderner und expressionistischer Werke eingeladen. Die Ausstellung stand im Kontext der um 1933/34 in Deutschland heftig geführten Expressionismusdebatte.
Otto Andreas Schreiber hatte schon im Vorfeld der Ausstellung am 29. Juni 1933 an der Kundgebung „Jugend kämpft für deutsche Kunst“ in einer Rede versucht, die Expressionisten, die Maler der Brücke und des Blauen Reiters als die Kunst des „neuen Deutschland“ zu etablieren und dem Provinzialismus der bisherigen, überwiegend vom Kampfbund für deutsche Kultur getragenen Kulturpolitik von Alfred Rosenberg eine Absage erteilt.
Die Ausstellung wurde nach 3 Tagen von Reichsinnenminister Frick geschlossen. Ein Zutritt war nicht mehr möglich, zwei SS-Posten bewachten den Eingang der Galerie. Die Organisatoren Hippler und Schreiber wurden aus dem NS-Studentenbund ausgeschlossen. Nach einer Intervention über Walther Funk bei Joseph Goebbels wurde die Ausstellung nach einigen Tagen wieder freigegeben. Der NS-Studentenbund durfte aber nicht mehr als Veranstalter auftreten.
Für manche der teilnehmenden Künstler sollte es die letzte öffentliche Ausstellung für die nächsten zwölf Jahre sein.

## Künstler, deren Werke ausgestellt worden sind
Namensansetzungen wie im Originalkatalog aufgeführt:
- Ernst Barlach
- Josef Albrecht Benkert
- Charles Crodel
- Artur Degner
- Franz Domscheit
- Philipp Harth
- Emil van Haut
- Erich Heckel
- Otto Herbig
- Wolf Hoffmann
- Alexander Kanoldt
- Max Knaus
- Georg Kolbe
- Wilhelm Lehmbruck
- Franz Lenk
- August Macke
- Franz Marc
- Gerhard Marcks
- Otto Mueller
- Emil Nolde
- Martin Paatz
- Otto Pankok
- Alfred Partikel
- Wilhelm Philipp
- Christian Rohlfs
- Johannes Sass
- Richard Scheibe
- Karl Schmidt-Rottluff
- Otto Andreas Schreiber
- Georg Schrimpf
- Peter Stermann
- Hans Stübner
- Hans Weidemann